# Années 2000 dans le Loiret
Les années 2000 dans le Loiret décrivent les événements marquants pendant la période courant du 1er janvier 2000 au 31 décembre 2009 dans les domaines de l'organisation territoriale, la vie politique, la vie économique et sociale, les transports, l'urbanisme et l'habitat, la culture, les loisirs et les sports dans le département du Loiret.

## Organisation territoriale

### Divisions administratives

#### Communes
Le nombre de communes dans le département est 334 au 1er janvier 2000 et reste inchangé sur la décennie. Des ajustements de limites prenant effet au 1er février 2000 ont lieu entre les communes limitrophes de Autruy-sur-Juine, Outarville, Bazoches-les-Gallerandes, Erceville et Léouville et donnent ainsi lieu à échanges de parcelles entre ces communes.
Trois changements de toponymes interviennent sur cette période : Boësse devient Boësses le 4 février 2001, Ferrières devient Ferrières-en-Gâtinais le 4 février 2001 et Rosoy-le-Vieil devient Rozoy-le-Vieil le 22 mars 2009.

#### Cantons et arrondissements
Depuis la dernière réforme des années 1970, le département est subdivisé en 41 cantons. Le nombre d'arrondissements est de trois depuis 1942. Aucune modification de territoire n'intervient sur la décennie pour ces divisions administratives.

#### Intercommunalité
Les années 2000 sont marquées par une forte évolution du paysage de l'intercommunalité avec la création de nouvelles structures et la disparition de nombreuses anciennes. Au 1er janvier 2000, 8 communautés de communes existent dans le Loiret et un très grand nombre de syndicats de gestion. 13 nouvelles communautés de communes et deux communautés d'agglomération vont être créées entre 2000 et 2010.
La communauté d'agglomération, créée par la loi du 12 juillet 1999, est un établissement public de coopération intercommunale qui remplace la communauté de ville et qui regroupe plusieurs communes sur un territoire d’un seul tenant et sans enclave. Deux communautés d'agglomérations sont ainsi créées dans le Loiret : la Communauté d'agglomération Orléans Val de Loire, regroupant 22 communes de l'agglomération orléanaise (en 2002, par transformation de la communauté de communes créée en 1999) et l'Agglomération montargoise et rives du Loing regroupant 10 communes de l'agglomération montargoise (en 2002, par transformation du district de l’agglomération montargoise, créé en 1959).
La communauté de communes, créée par la loi du 6 février 1992, regroupe plusieurs communes sur un territoire d’un seul tenant et sans enclave. Cette double condition n’est pas exigée pour les communautés de communes nées avant la loi du 12 juillet 1999. Sept nouvelles vont être créées de 2000 à 2006 : la CC giennoises et la CC de Chatillon-Coligny en 2001, la CC du Val d'Or et Forêt en 2002, la CC du Malesherbois en 2003, la CC de la Plaine du Nord Loiret, la CC du Plateau beauceron et la CC du Bellegardois en 2004, la CC Valsol en 2005 et la CC du canton de La Ferté-Saint-Aubin en 2006.
La loi du 13 août 2004 relative aux libertés et responsabilités locales vise dans son titre IX à rationaliser les transferts de compétences, et tente de clarifier les relations financières entre communes et communautés, considérant que l’intérêt communautaire, qui doit permettre de mieux définir le projet de développement de chaque communauté, avait jusqu’à présent été jusqu'à présent parfois négligé. Une circulaire du 23 novembre 2005 fixe le cadre de préparation des schémas départementaux d’orientation de l’intercommunalité (SDOI). Dans le département, le schéma d'orientation est approuvé le 14 juin 2006 après une large consultation des élus locaux et l'avis de la commission départementale de coopération intercommunale (C.D.C.I.). La rationalisation des périmètres des Établissements Publics de Coopération Intercommunale (E.P.C.I) à fiscalité propre et l'exercice des compétences a constitué un des axes principaux de la réflexion. Le schéma suggère aussi de nombreux ajustements pour l'intercommunalité dite de «gestion» (S.I.V.U., S.I.V.O.M. et syndicats mixtes) et précise les orientations à court et moyen terme pour les communautés de communes et communautés d’agglomération : délimitation de nouveaux périmètres, création de nouvelles communautés de communes, extension de communautés existantes, etc…
Ce schéma dresse un état des lieux en 2006 : l'intercommunalités dans le département comprend 18 Communautés de communes et deux 2 Communautés d'agglomérations, soit un taux de
couverture de 68,5%, ce qui est particulièrement faible. Il prévoit la dissolution de 7 des 13 SIVOM, la diminution des syndicats à long terme, le passage de 150 à 66 communes isolées à court terme, l'intégration de 11 communes isolées à moyen terme et la création de deux communautés de communes, dont une par transformation d’un SIVOM.
En 2008 une communauté de communes est créée (CC du canton de Beaugency (arrêté préfectoral
des 15 et 23 décembre 2008) et en 2009 deux nouvelles : la CC le Cœur du Pithiverais (arrêté préfectoral du 01/12/2009) et la CC de Château-Renard (arrêté préfectoral du 01/12/2009).
Au 31 décembre 2009, le Département du Loiret compte 248 établissements publics de coopération ainsi répartis :
- 24 E.P.C.I. à fiscalité propre : 22 communautés de communes (dont 2 issues de la transformation de districts) et 2 communautés d'agglomération (dont 1 issue de la transformation d'un district et 1 issue de la transformation d'une communauté de communes)
- 9 SIVOM
- 182 S.I.V.U. et 33 syndicats mixtes.

Si certaines actions ont été mises en œuvre, tous les objectifs définis par le schéma départemental d'orientation de l’intercommunalité ne sont pas atteints, et en particulier il reste encore bon nombre de communes isolées. Il faudra en fait atteindre la loi du 16 décembre 2010 de réforme des collectivités territoriales et la décennie suivante pour atteindre une couverture à 100 % du territoire par des EPCI et une rationalisation des syndicats de gestion.

### Décentralisation: Transferts de compétences aux collectivités
Les actes II de la décentralisation, constitués principalement par la révision constitutionnelle du 28 mars 2003 sur l’organisation décentralisée de la République et la loi du 13 août 2004 relative aux libertés et responsabilités locales constituent un des actes forts de la vie publique française depuis les premières lois de décentralisation de 1982. Un certain nombre de compétences, antérieurement dévolues à l'État, sont transférées aux collectivités locales.
La Région voit son rôle de coordination renforcé en développement économique et devra désormais définir et mettre en œuvre la politique d’apprentissage et de formation professionnelle des adultes en recherche d’emploi.
Dans le domaine des transports, certaines parties des routes nationales, dites d'intérêt local, sont transférées aux départements. Le décret en Conseil d’État définissant le domaine routier national prévoit ainsi que l’État conserve la propriété de 8 000 kilomètres d’autoroutes concédées et de 11 800 kilomètres de routes nationales et autoroutes non concédées et qu'il cède aux départements un réseau de 18 000 kilomètres. Dans le département du Loiret, le transfert est décidé par arrêté préfectoral du 22 décembre 2005. 354 kilomètres de routes nationales sont déclassées. La longueur du réseau routier national dans le département passe ainsi de 354 kilomètres en 2004 à 0 en 2006 pendant que celle du réseau départemental s'accroît de 3 233 à 3 597 kilomètres. Ces transferts de domanialité s'accompagnent de transferts de moyens. Les 144 agents de la DDE chargés de la gestion des routes départementales viennent ainsi renforcer les équipes départementales.
Le département se voit attribuer un rôle de « chef de file » en matière d’action sociale, il aura notamment à sa charge l’ensemble des prestations d’aide sociale. Concernant le logement social, la loi prévoit le transfert aux collectivités locales des responsabilités relatives aux politiques de l’habitat, ne conservant à l’État qu’un rôle de « garant de la solidarité nationale ». L’essentiel des responsabilités doit être transféré aux départements ou aux groupements intercommunaux.
Concernant la culture, la propriété des immeubles protégés au titre des « monuments historiques » appartenant à l’État pourra être transférée aux collectivités territoriales le demandant. Le Département pourra également, entre 2005 et 2007, adopter, en concertation avec les communes concernées, un schéma de développement des enseignements artistiques du spectacle dans les domaines de la musique, de la danse, et de l’art dramatique.
Enfin dans le domaine de l'éducation, il échoit au Département de déterminer la carte scolaire, de gérer l’accueil, la restauration, l’hébergement, d’assurer l’entretien général et technique des collèges et de pourvoir au recrutement des TOS (personnels techniciens, ouvriers et de service des collèges). Pour le Loiret, 550 agents vont ainsi intégrer le personnel départemental.

### Réorganisation des services de l'État
Parallèlement à la décentralisation, les services de l'État sont réorganisés. La circulaire du Premier ministre du 7 juillet 2008 précise la nouvelle organisation type pour chaque région. Elle se compose de huit structures : la direction régionale des finances publiques (trésorerie générale et services fiscaux), la direction régionale de l’alimentation, de l’agriculture et de la forêt (DRAAF), la direction régionale de la culture (DRAC), la direction régionale de l’environnement, de l’aménagement et du logement (DREAL), la direction régionale des entreprises, de la concurrence et de la consommation, du travail et de l’emploi (DIRECCTE), la direction régionale de la jeunesse, des sports et de la cohésion sociale (DRJSCS), le rectorat d’académie et l’agence régionale de santé (ARS).
L'administration départementale de l'État, dont les services sont basés à Orléans dans le Loiret, comprend désormais : la préfecture, la direction départementale de la population et de la cohésion sociale (DDPCS) (ex DDAF), la direction départementale des territoires (DDT) (ex DDE), l'inspection d'académie, la direction départementale des finances publiques et les services chargés de la sécurité intérieure.

## Vie politique

### 2002: Élections présidentielles et législatives
Le 21 avril 2002 est inédit dans la vie politique française, puisqu'un représentant d'un parti classé à l'extrême droite de l'échiquier politique a réussi à se qualifier pour le second tour d'une élection présidentielle. Jacques Chirac est réélu président de la république avec le plus fort score depuis la création de la Cinquième République : 82,21 % ; Jean-Marie Le Pen obtient 17,79 % des suffrages exprimés. Dans le département du Loiret, Jacques Chirac arrive en tête au premier tour avec 19,73 %, suivi de Jean-Marie Le Pen avec 19,38 % et enfin de Lionel Jospin avec 14,10 %. Viennent ensuite François Bayrou avec 7,14 %, puis Jean-Pierre Chevènement avec 5,34 % , aucun autre candidat ne dépassant le seuil des 5 %. Au second tour, les électeurs ont voté à 81,25 % pour Jacques Chirac contre 18,75 % pour Jean-Marie Le Pen avec un taux d’abstention de 18,4.
Les élections législatives de 2002 des députés de la XIIe législature ont lieu les 9 et 16 juin 2002, dans la foulée de l'élection présidentielle de 2002 qui a vu la réélection de Jacques Chirac. Les députés sont élus au scrutin uninominal majoritaire à deux tours dans 577 circonscriptions, le département du Loiret en comportant cinq. Les résultats pour chacune des circonscriptions sont les suivants :
- 1re circonscription : 59,46 % des suffrages exprimés pour Antoine Carré (Union pour la Majorité présidentielle, élu au 2e tour), 40,54 % pour Jean-Pierre Delport (PS), 61,92 % de participation[20].
- 2e circonscription : 57,59 % pour Serge Grouard (Union pour la Majorité présidentielle, élu au 2e tour), 42,41 % pour Christophe Chaillou (PS), 60,30 % de participation[21].
- 3e circonscription : 60,36 % pour Jean-Louis Bernard (Union pour la Majorité présidentielle, élu au 2e tour), 39,64 % pour Jean-François Laval (Verts), 59,96 % de participation[22].
- 4e circonscription : 63,3 % pour Jean-Pierre Door (Union pour la Majorité présidentielle, élu au 2e tour), 36,70 % pour Liliane Berthelier (PS), 59,13 % de participation[23].
- 5e circonscription : 63,74 % pour Jean-Paul Charié (Union pour la Majorité présidentielle, élu au 2e tour), 36,26 % pour Marie-Thérèse Bonneau (PS), 60,20 % de participation[24].

### 2004: Élections régionales et cantonales
Les élections régionales de 2004 ont lieu les 21 et 28 mars.

### 2007: Élections présidentielles et législatives
Le premier tour de l'élection présidentielle de 2007 a été marqué au niveau national par une participation exceptionnelle avec un score de 83,97 % des inscrits. Ce taux est comparable à celui du premier tour de l'élection présidentielle de 1965 qui était de 84,7 % et celle de 1974 qui était de 84,2 %. Nicolas Sarkozy (31,18 %) et Ségolène Royal (25,87 %) arrivent en tête pour le premier tour de l'élection devant François Bayrou (18,57 %) et Jean-Marie Le Pen (10,44 %). Au second tour, Nicolas Sarkozy est élu Président de la République française, avec 53,06 % des suffrages, contre Ségolène Royal avec 46,94 %. Dans le département du Loiret Nicolas Sarkozy est arrivé en tête au premier tour avec 33,66 %, suivi de Ségolène Royal avec 22,49 %, François Bayrou avec 18,15 % et enfin Jean-Marie Le Pen avec 11,84 %, aucun autre candidat ne dépassant le seuil des 5 %. Au second tour, les électeurs ont voté à 58,55 % pour Nicolas Sarkozy contre 41,45 % pour Ségolène Royal avec un taux d’abstention de 14,65 %. Ce scrutin accentue la position du Loiret à droite. C'est dans les régions à dominante rurale (Montargois et Pithiverais notamment) favorables au Front national lors des scrutins antérieurs, que Nicolas Sarkozy recueille ses meilleurs résultats, performance qu'il approche aussi dans les communes les plus résidentielles de la périphérie orléanaise.
Les élections législatives de 2007 se déroulent sur deux tours de scrutin les 10 et 17 juin. Le découpage électoral est le même que celui des élections de 2002. Sans surprise, la majorité sortante UMP est reconduite, quelques semaines après l'élection de Nicolas Sarkozy à la présidence de la République, avec toutefois un nombre de sièges réduit par rapport aux précédentes élections. Avec un député UMP dans chacune des 5 circonscriptions, la droite confirme son monopole sur la représentation législative du Loiret qu'elle détient depuis 1993. Les résultats pour chacune des circonscriptions sont les suivants :
- 1re circonscription : 54,95 % pour Olivier Carré (Union pour la Majorité présidentielle, élu au 2e tour), 45,05 % pour Marie-Madeleine Mialot (PS), 59,59 % de participation[31] ;
- 2e circonscription : 54,65 % pour Serge Grouard (UMP, élu au 2e tour), 45,35 % pour Christophe Chaillou (PS), 57,64 % de participation[32] ;
- 3e circonscription : 55,50 % pour Jean-Louis Bernard (Union pour la Majorité présidentielle, élu au 2e tour), 44,5 % pour Micheline Prahecq (PS), 58,2 % de participation[33] ;
- 4e circonscription : 51,14 % pour Jean-Pierre Door (UMP, élu au 1er tour), 21,51 % pour François Bonneau (PS), 60,51 % de participation[34] ;
- 5e circonscription : 58,91 % pour Jean-Paul Charié (UMP, élu au 2e tour), 41,09 % pour Mme Carole Canette (PS), 57,71 % de participation[35].

### 2008: Élections municipales
Les élections municipales de 2008 ont lieu le 9 et le 16 mars 2008. Les résultats des élections dans le Loiret font apparaître une poussée de la gauche. Sur les 29 communes de plus de 3 500 habitants du département, la répartition droite/gauche était de 22/7 et elle est désormais de 16/13. Ce basculement concerne quatre villes de l’agglomération d’Orléans (Saint-Jean-de-Braye, La Chapelle-Saint-Mesmin, Ingré, Chécy) ainsi que quatre villes chef-lieu de canton réparties sur le reste du territoire départemental : Châteauneuf, Jargeau, Briare et Pithiviers. En contrepartie, deux villes de gauche, Saint-Pryvé-Saint-Mesmin et Malesherbes, sont passées à droite.

### 2008: Élections cantonales
Les élections cantonales ont lieu les dimanches 9 et 16 mars 2008. L'équilibre des forces politiques au sein de l'assemblée départementale n'est guère modifié à l'issue de ce scrutin et l'ancrage à droite du conseil général est confirmé. Sur les 41 conseillers généraux, la répartition droite/centre/gauche passe de 29/1/11 à 27/1/13. La gauche gagne donc deux cantons, tous deux à Orléans. Au sein de la gauche, le parti communiste gagne un siège et le parti socialiste également. Dans le canton de Chécy, pourtant sociologiquement marqué à droite, un siège DVG est remplacé par le premier siège vert. Au sein de la droite, l'UMP et le groupe DVD perdent chacun un siège.

### Référendums
Le référendum sur le quinquennat présidentiel, visant à réduire la durée du mandat présidentiel de sept à cinq ans, a lieu le 24 septembre 2000. La question posée est : « Approuvez-vous le projet de loi constitutionnelle fixant la durée du mandat du président de la République à cinq ans ? » Les électeurs votent « oui » à une large majorité (73,21 % des suffrages exprimés), dans un contexte de forte abstention (69,81 %). Localement, dans le département du Loiret, les votes sont respectivement de 69,77 % pour le "oui" et de 30,23 % pour le "non".
Le référendum français sur le traité établissant une Constitution pour l'Europe a eu lieu le 29 mai 2005. À la question « Approuvez-vous le projet de loi qui autorise la ratification du traité établissant une Constitution pour l'Europe ? », le « non » recueille 54,68 % des suffrages exprimés. Ce troisième référendum français sur un traité européen (après ceux de 1972 et 1992) est le premier à être rejeté. Localement les électeurs de la commune votent à 53,55 % pour le "oui" et à 46,45 % pour le "non".
| Année | Oui (national)    | Oui (national)    | Oui (national)    | Non (national)    | Non (national)    | Non (national)    | Participation |
| ----- | ----------------- | ----------------- | ----------------- | ----------------- | ----------------- | ----------------- | ------------- |
| 2000  | 69,77 % (73,21 %) | 69,77 % (73,21 %) | 69,77 % (73,21 %) | 30,23 % (26,79 %) | 30,23 % (26,79 %) | 30,23 % (26,79 %) | 33,16 %       |
| 2005  | 53,55 % (45,33 %) | 53,55 % (45,33 %) | 53,55 % (45,33 %) | 46,45 % (54,67 %) | 46,45 % (54,67 %) | 46,45 % (54,67 %) | 71,16 %       |

### 2009: Européennes
Inclus dans la circonscription Massif Central-Centre, le Loiret affiche une forte abstention (58,18 %), inférieure toutefois au taux d'abstention national (59,5 %). La tendance observée lors des élections présidentielles et législatives, à savoir un ancrage à droite, est confirmée. L'UMP arrive en tête avec 30,44 % des voix (contre 28,56 % des voix dans la circonscription Massif Central-Centre, et 27,91 % au niveau national), la liste Europe Écologie arrive ensuite avec 15,03 % des voix (contre 13,33% dans la circonscription), devant le PS avec 14,64 % des voix (contre 18,1 % dans la circonscription).

### Chronologie des préfets et grands élus
|      | Préfet              | Sénateur                                    | Député | Président du Conseil général | Président AgglO | Président AME    | Maire d'Orléans      | Maire de Montargis    | Maire de Gien          | Maire de Pithiviers |
| 2000 | Patrice Magnier     | Louis Boyer Kléber Malécot Paul Masson      | Circ1 : Antoine Carré (UDF-PR) Circ2 : Éric Doligé (RPR) Circ3 : Jean-Louis Bernard Circ4 : Jean-Pierre Door Circ5 : Jean-Paul Charié | Éric Doligé                  |                 |                  | Jean-Pierre Sueur    | Jacques Reboul        | Jean-Pierre Hurtiger   | Henry Berthier      |
| 2001 | Jean-Pierre Lacroix | Éric Doligé Janine Rozier Jean-Pierre Sueur | Circ1 : Antoine Carré (UDF-PR) Circ2 : Éric Doligé (RPR) Circ3 : Jean-Louis Bernard Circ4 : Jean-Pierre Door Circ5 : Jean-Paul Charié | Éric Doligé                  | Serge Grouard   | Jean-Pierre Door | Jean-Pierre Hurtiger | Philippe Pintaux      |                        |                     |
| 2002 | Jean-Pierre Lacroix | Éric Doligé Janine Rozier Jean-Pierre Sueur | Circ1 : Antoine Carré Circ2 : Serge Grouard Circ3 : Jean-Louis Bernard Circ4 : Jean-Pierre Door Circ5 : Jean-Paul Charié              | Éric Doligé                  | Serge Grouard   | Jean-Pierre Door | Jean-Pierre Hurtiger | Philippe Pintaux      | Charles-Éric Lemaignen | Jean-Pierre Door    |
| 2003 | Jean-Pierre Lacroix | Éric Doligé Janine Rozier Jean-Pierre Sueur | Circ1 : Antoine Carré Circ2 : Serge Grouard Circ3 : Jean-Louis Bernard Circ4 : Jean-Pierre Door Circ5 : Jean-Paul Charié              | Éric Doligé                  | Serge Grouard   | Jean-Pierre Door | Jean-Pierre Hurtiger | Philippe Pintaux      | Charles-Éric Lemaignen | Jean-Pierre Door    |
| 2004 | André Viau          | Éric Doligé Janine Rozier Jean-Pierre Sueur | Circ1 : Antoine Carré Circ2 : Serge Grouard Circ3 : Jean-Louis Bernard Circ4 : Jean-Pierre Door Circ5 : Jean-Paul Charié              | Éric Doligé                  | Serge Grouard   | Jean-Pierre Door | Jean-Pierre Hurtiger | Philippe Pintaux      | Charles-Éric Lemaignen | Jean-Pierre Door    |
| 2005 | André Viau          | Éric Doligé Janine Rozier Jean-Pierre Sueur | Circ1 : Antoine Carré Circ2 : Serge Grouard Circ3 : Jean-Louis Bernard Circ4 : Jean-Pierre Door Circ5 : Jean-Paul Charié              | Éric Doligé                  | Serge Grouard   | Jean-Pierre Door | Jean-Pierre Hurtiger | Philippe Pintaux      | Charles-Éric Lemaignen | Jean-Pierre Door    |
| 2006 | Jean-Michel Bérard  | Éric Doligé Janine Rozier Jean-Pierre Sueur | Circ1 : Antoine Carré Circ2 : Serge Grouard Circ3 : Jean-Louis Bernard Circ4 : Jean-Pierre Door Circ5 : Jean-Paul Charié              | Éric Doligé                  | Serge Grouard   | Jean-Pierre Door | Jean-Pierre Hurtiger | Philippe Pintaux      | Charles-Éric Lemaignen | Jean-Pierre Door    |
| 2007 | Jean-Michel Bérard  | Éric Doligé Janine Rozier Jean-Pierre Sueur | Circ1 : Antoine Carré Circ2 : Serge Grouard Circ3 : Jean-Louis Bernard Circ4 : Jean-Pierre Door Circ5 : Jean-Paul Charié              | Éric Doligé                  | Serge Grouard   | Jean-Pierre Door | Jean-Pierre Hurtiger | Philippe Pintaux      | Charles-Éric Lemaignen | Jean-Pierre Door    |
| 2008 | Bernard Fragneau    | Éric Doligé Janine Rozier Jean-Pierre Sueur | Circ1 : Antoine Carré Circ2 : Serge Grouard Circ3 : Jean-Louis Bernard Circ4 : Jean-Pierre Door Circ5 : Jean-Paul Charié              | Éric Doligé                  | Serge Grouard   | Jean-Pierre Door | Jean-Pierre Hurtiger | Marie-Thérèse Bonneau | Charles-Éric Lemaignen | Jean-Pierre Door    |
| 2009 | Bernard Fragneau    | Éric Doligé Janine Rozier Jean-Pierre Sueur | Circ1 : Antoine Carré Circ2 : Serge Grouard Circ3 : Jean-Louis Bernard Circ4 : Jean-Pierre Door Circ5 : Jean-Paul Charié              | Éric Doligé                  | Serge Grouard   | Jean-Pierre Door | Jean-Pierre Hurtiger | Marie-Thérèse Bonneau | Charles-Éric Lemaignen | Jean-Pierre Door    |

## Vie économique et sociale

### Démographie
L'évolution démographique des différents arrondissements sur la période 1999-2009 est la suivante.
| Carte                          | Arrondissement | Population municipale 1999 | Population municipale 2009 | variation 2009/1999 | Superficie (km2) | Densité 2009 (hab./km2) |
| ------------------------------ | -------------- | -------------------------- | -------------------------- | ------------------- | ---------------- | ----------------------- |
| carte du département du Loiret | Montargis      | 158 396                    | 168 721                    | 6,5 %               | 2631             | 64                      |
| carte du département du Loiret | Orléans        | 402 107                    | 423 580                    | 5,3 %               | 2946             | 143                     |
| carte du département du Loiret | Pithiviers     | 57 116                     | 61 209                     | 7,2 %               | 1198             | 51                      |
| carte du département du Loiret | Département    | 617 619                    | 653 510                    | 5,8 %               | 6 775            | 96                      |

### Économie: un fléchissement, mais des atouts
Le Loiret bénéficie au début des années 2000, sur sa lancée, d'une attractivité certes diminuée mais bien réelle quoique toujours peu reconnue. Le taux de chômage en 2001 est exceptionnellement bas, de 5,1% (contre 8,2 % au niveau national), il est encore de 6,0 % au 1er trimestre 2008, mais la situation va ensuite se dégrader rapidement, plus fortement que beaucoup d'autres départements, pour atteindre un taux de 10,2 % au 2e trimestre 2013 et rejoindre la moyenne nationale qui est de 10,8 %. Le Loiret, comme la région Centre, subit des pertes d'emplois importantes dans le secteur industriel, fortement éprouvé par la crise économique, notamment dans l'industrie chimique et pharmaceutique, la fabrication de produits en caoutchouc et en plastique, la métallurgie, la production d'équipements électriques et de machines, et la fabrication de matériels de transport. La dégradation de l’activité touche également la construction, secteur déjà affecté par des baisses successives en région depuis fin 2008 consécutives à une nette progression antérieure,.
Le Loiret dispose néanmoins d'atouts, et en particulier une richesse du tissu d’entreprises industrielles et de PME avec une industrie diversifiée dans des secteurs à haute valeur ajoutée (importance de la recherche pour l’innovation et le transfert de technologies, notamment concernant la production durable et l’environnement). Les pôles d'activité constituent un témoignage reconnu de ces potentiels et donc une force. Décidée lors du comité interministériel d'aménagement et de compétitivité des territoires (CIACT) du 13 décembre 2002, la politique des pôles de compétitivité vise à identifier des « regroupements sur un même territoire d'entreprises, d'établissements d'enseignement supérieur et d'organismes de recherche publics ou privés qui ont vocation à travailler en synergie pour mettre en œuvre des projets de développement économique pour l'innovation. ». En 2010, 71 pôles de compétitivité sont dénombrés en France. Le Loiret est concerné par 4 pôles labellisés : Cosmetic Valley consacré au secteur de la parfumerie et de la cosmétique dans le monde, Sciences et Systèmes de l’Énergie Électrique (S2E2), Élastopole, développé autour de 3 thématiques : Matériaux, Produits et Procédés innovants d'une part, Environnement et Énergie d'autre part et enfin Économie et Social et DREAM, basée à Orléans et orientée sur la durabilité de la ressource en eau, avec des entreprises comme Geo-hyd, LVMH, Vergnet, Iris Instruments, ANTEA, DSA,.
Les grands projets font également partie des réponses à la crise. Parmi ceux lancés dans les années 2000 peuvent être cités dans l'orléanais :
- la Ligne A du tramway d'Orléans, sur l'axe nord-sud mise en service le 20 novembre 2000, suivie de la ligne B, sur l'axe est-ouest, ouverture le 29 juin 2012 ;
- la construction du nouveau CHR au sud d'Orléans, dont la première pierre a été posée en novembre 2009, le plus gros chantier hospitalier de France[57], et Oréliance, le plus grand pôle santé privé du plan Hôpital 2012, décidé en 2006 et qui a ouvert son service d'urgences en septembre 2013[58], deux créations spectaculaires par leur ampleur et exemplaires par la mise en résonance de l’excellence attendue de la médecine publique et de la médecine privée.

## Urbanisme et habitat

SCOT élaborés dans le Loiret dans la décennie 2000-2010.

Le Schéma de cohérence territoriale, créé par la loi solidarité et renouvellement urbain (SRU) du 13 décembre 2000, est un document de planification intercommunal qui fixe les orientations générales d’organisation et d’équilibre du territoire à 20 ans et qui s’impose aux plans locaux d’urbanisme des communes. Les différentes zones urbaines du Loiret doivent donc à terme disposer d'un tel outil.
La première à s'engager dans le processus est la nouvelle Communauté d'agglomération Orléans Val de Loire qui est entrée en fonction le 1er janvier 2002. L'aire urbaine orléanaise comprend alors deux documents de planification qui remplacent l'ancien Schéma Directeur d'Orléans, qui datait de 1974 et concernait 40 communes. Celui-ci a en effet été révisé en deux temps. Une première phase de révision date de 1994 et a concerné les 20 communes de l'agglomération regroupées aujourd'hui dans une communauté de communes (la CCAO). Une deuxième phase, approuvée en 2000, a concerné les communes rurales alentour, qui faisaient partie intégrante du Schéma. Cette révision en deux temps peut s'expliquer par l’obsolescence du Schéma Directeur de 1974, mais aussi par un clivage urbain/rural. Le nouveau document va donc concerner les 22 communes de la communauté d’agglomération, en s’appuyant sur des travaux en groupes thématiques service et en concertation avec les partenaires et le grand public,. Le document est finalement approuvé le 18 décembre 2008 par le Conseil de communauté.
Le Syndicat mixte du pays Beauce Gâtinais en Pithiverais, constitué des 96 communes de 6 cantons (Beaune-la-Rolande, Bellegarde, Malesherbes, Outarville, Pithiviers et Puiseaux) se lance quant à elle dans l'élaboration d'un SCOT le 8 décembre 2004. Le périmètre est arrêté le 5 octobre 2005, la consultation lancée le 21 juillet 2006. Le projet de SCOT est arrêté le 15 décembre 2010 et approuvé le 7 décembre 2011.

## Transports

### Routes

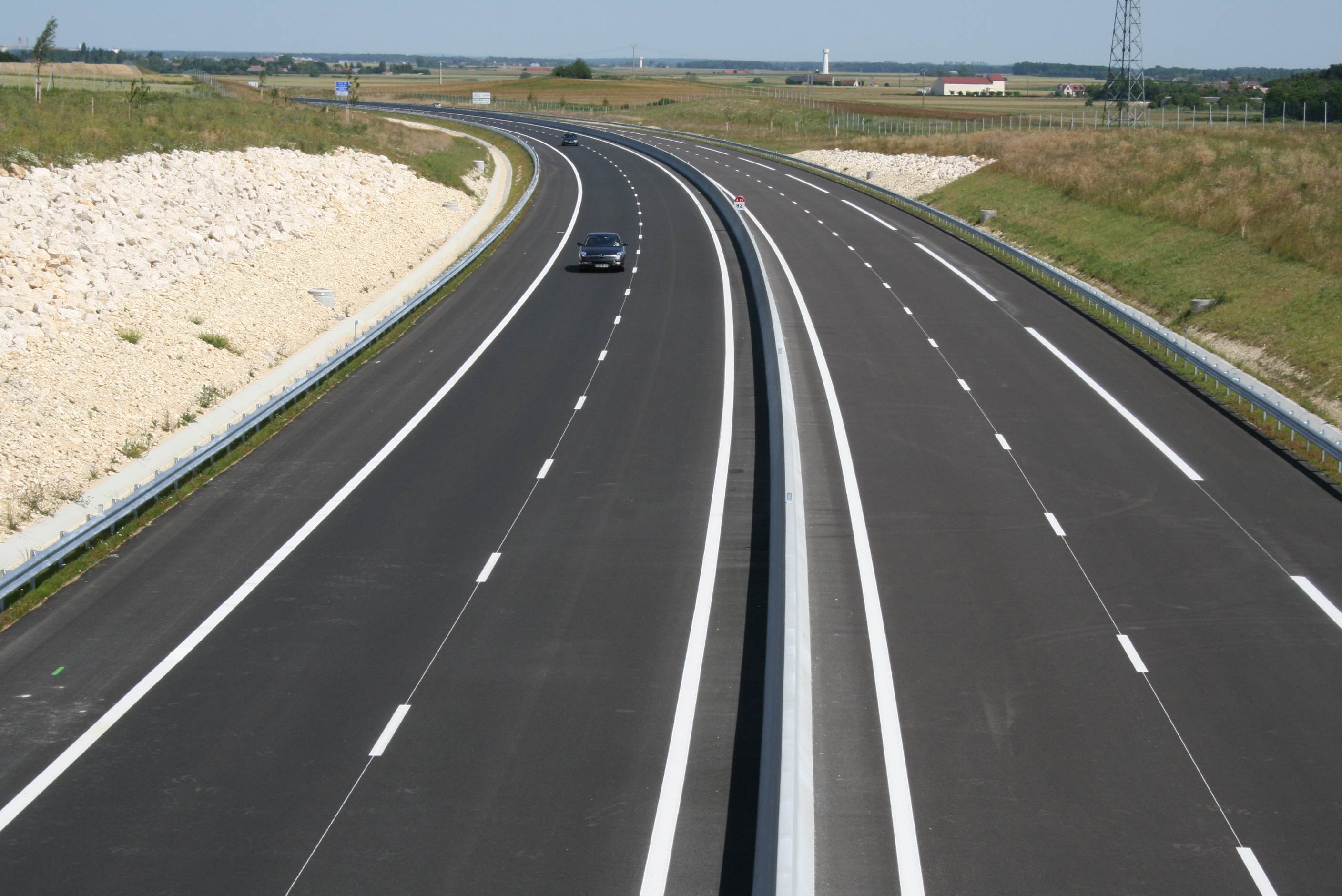
Autoroute A19, un grand projet des années 2000.

L'autoroute A19, d'une longueur de 101 km, qui traverse le Loiret d'est en ouest, a longtemps fait l'objet d'espoirs déçus. En effet le principe d’une liaison autoroutière concédée de Courtenay à Orléans est validé lors Comité interministériel d'aménagement du territoire (CIAT) de novembre 1988, mais, après l'étude de plusieurs tracés, une DUP approuvée puis prolongée, il faudra attendre… 2006 pour que les premiers terrassements soient engagés. Il est inauguré en juin 2009 après 50 mois de travaux. Les premières années d'exploitations montrent que le trafic n'est toutefois pas au rendez-vous, en raison d'une part à la crise économique, mais aussi probablement du tarif, un des plus chers de France.

### Air
Pour faire face à la croissance du trafic de la plate-forme aéroportuaire de Paris-Roissy, est émise en 1995 l'hypothèse d’un troisième aéroport international dans le grand Bassin parisien. Le rapport de la mission Douffiagues est rendu public en juin 1995 et préconise de retenir le site de Beauvilliers, au sud de Chartres, pour accueillir, à terme (2010-2015), cet éventuel troisième aéroport. Il s'agit d'une belle opportunité de développement pour la région Centre et le Loiret. Mais des atermoiements sur la construction ou non de pistes nouvelles à Roissy conduisent à différer le projet. Le débat public a lieu de 2000 à 2001. Beauvilliers est toujours en compétition avec 7 autres sites. Mais Lionel Jospin annonce le 15 novembre que son choix, parmi les huit sites finalistes, s’est porté sur le site de Chaulnes. Cette décision ne sera jamais mise en œuvre car au changement de gouvernement, le projet de troisième aéroport est tout simplement abandonné.

### Fer
En 2009, la loi de programmation relative à la mise en œuvre du Grenelle de l'environnement a inclus la ligne nouvelle Paris – Orléans – Clermont-Ferrand - Lyon (LGV POCL) dans le programme de 2 500 kilomètres de lignes nouvelles qui complète celui de 2 000 kilomètres à lancer d'ici 2020. Il doit en particulier intégrer Orléans au réseau à grande vitesse, pour combler le manque apparu avec le LGV Atlantique, permettre un temps de parcours entre Paris et Clermont-Ferrand en moins de deux heures et améliorer la desserte de Bourges et des villes du grand centre. Le débat public a lieu du 3 octobre 2011 et 31 janvier 2012
. Le conseil d'administration de RFF réuni en assemblée générale le 17 juin 2012 ne choisit pas formellement une variante parmi les quatre proposées, mais décide la réalisation d'une étude complémentaire visant à qualifier un tracé parmi les scénarios Ouest (qui passerait près d'Orléans) et Median (qui passerait au droit de Gien dans le Loiret, avec une antenne vers Orléans).

## Éducation et santé

### Éducation
Le nouveau collège de Villemandeur ouvre ses portes aux élèves en septembre 2007. Il s'agit du premier partenariat public-privé engagé en France par une collectivité locale pour ce type de construction, une procédure réservée aux opérations complexes et présentant un caractère d’urgence. Attaqué sur son caractère d'urgence, le tribunal administratif d’Orléans remet en cause l’utilisation de ce financement. Mais en janvier 2009, la cour administrative d'appel de Nantes valide le projet au motif qu’il se trouve justifié par la nécessité de rattraper un retard préjudiciable à l’intérêt général.

## Risques majeurs
Dans le domaine des risques majeurs, la décennie a été marquée par deux événements : la canicule de 2003 et la crue de la Loire de 2003.

### 2003: Canicule
La canicule d'août 2003 a été exceptionnelle par sa durée (deux semaines) entre le 1er et le 15 août, son intensité et son extension géographique. Deux records sont en particulier battus dans le Loiret, d'après les relevés météorologiques effectués à Orléans-Bricy depuis 1946 : 11 jours avec des températures supérieures à 35 °C (contre 1 à 2 jours par an en moyenne, calculée sur la période 1981-2010) et 23 jours avec des températures supérieures à 30 °C (contre 11 jours par an en moyenne). La température maximale absolue atteinte le 28 juillet 1947 (40,3 °C) n'est toutefois pas dépassé puisque la température maximale relevée à Bricy cet été-là est de 39,9 °C le 6 août 2003. Du fait de l'impréparation de la population fragile à ces températures exceptionnelles, ce phénomène météorologique a occasionné un grand nombre de décès qui y seraient directement imputables. Selon Jean-Marie Robine, chercheur de l'INSERM chargé de la coordination du projet européen « canicule » mené en 2007, « la surmortalité a atteint des niveaux exceptionnels au mois d'août en France, mais la France et l'Italie ont totalisé le même nombre de décès supplémentaires au cours de l'été 2003, 19 490 et 20 089 respectivement », au-delà donc des 15 000 décès estimés au lendemain de la crise[réf. souhaitée].
L'ampleur de la catastrophe de 2003 a révélé la nécessité d’adapter le dispositif national de prévention et de soins à la survenue de ce type de phénomène climatique et a conduit l'État à élaborer en 2004 un Plan National Canicule qui a été actualisé chaque année
En juillet 2006, la France a connu un autre épisode de canicule important, bien que de moindre intensité qu’en 2003. Une étude menée conjointement par l'Institut de Veille Sanitaire et l'Institut national de la santé et de la recherche médicale a montré que l’excès de mortalité attribuable à l’épisode caniculaire de 2006 était trois fois moins important que ce que le modèle température-mortalité, fondé sur des données antérieures à 2003, prévoyait.

### 2003: Crue de la Loire
Le 30 novembre 2003 commencent de fortes précipitations sur les hauts bassins versants de la Haute-Loire. Dans le département du Loiret, l'alerte est déclenchée par la Préfecture le 3 décembre et la Loire atteint son maximum à Gien dans la nuit du 7 au 8 décembre et à Orléans le 8 décembre. L'alerte est levée le 10 décembre. Le débit de la Loire à Orléans a atteint 3 250 m3/s, ce qui n’était pas arrivé depuis 1927. Il ne s'agit toutefois que d'un événement dit vingtennal, c'est-à-dire qui présente une probabilité de se reproduire une fois tous les 20 ans, sans aucune comparaison donc avec les grandes crues du XIXe siècle. Seul le Giennois a été affecté avec des ponts infranchissables, des routes coupées et des habitations inondées. Seulement 6 personnes ont toutefois été évacuées. Il n'y a pas eu de difficulté particulière sur le lit délimité par les levées, en aval de Gien, hormis à Châteauneuf-sur-Loire où il y a eu des remontées de la Loire, le système de vannes pour limiter l’introduction de la Loire dans la Bonnée ne fonctionnant que jusqu’à 3 000 m3/s.

## Culture, loisirs et tourisme

### La Loire: un patrimoine, une identité

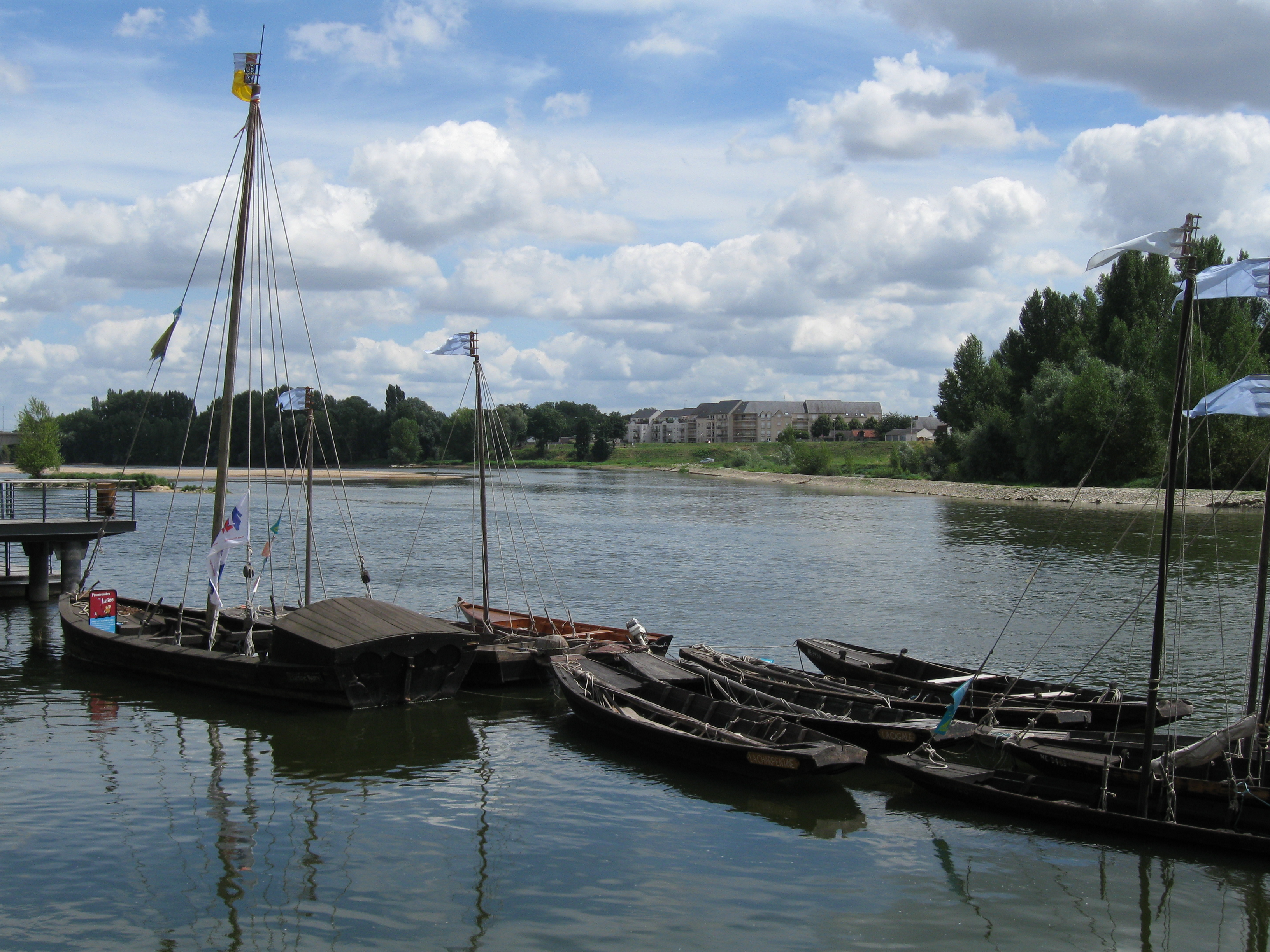
Futreaux (bateaux de Loire à fond plat) et barques, Orléans, Loiret, France. La Loire, une nouvelle identité pour le Loiret.

Alors que la Loire constitue un vrai patrimoine, ce n'est qu'au début des années 2000 que le département et les communes ligériennes vont se retourner vers le fleuve et le mettre en valeur comme élément identitaire. L'inscription du Val de Loire, depuis Sully-sur-Loire jusqu’à Chalonnes-sur-Loire (Maine-et-Loire), à la liste du Patrimoine mondial de l’UNESCO, le 30 novembre 2000, au titre des paysages culturels évolutifs vivants en est probablement l'élément déclencheur. Au-delà d’une reconnaissance internationale, cette inscription constitue un engagement de la France, signataire de la Convention du Patrimoine Mondial à protéger, conserver et valoriser ce bien naturel. Le plan de gestion pour le Val de Loire Patrimoine Mondial, est approuvé par arrêté du préfet le 15 novembre 2012.

### Caravane et Festival de Loire
Le Conseil général organise pour la première fois en 2002 un grand événement festif intitulé "Jours de Loire" associant pendant cinq jours l'ensemble des communes riveraines de la Loire. Cet événement recueille 50 000 spectateurs en 2002, puis 80 000 lors de la seconde édition en 2006. L'événement est renommé "Caravane de Loire" en 2008, associant un spectacle itinérant ainsi que des communes non ligériennes comme Montargis, et atteint un record d'affluence en 2010 avec 350 000 festivaliers, associant pas moins de 230 artistes, saltimbanques et mariniers, ainsi que 25 compagnies. L'année 2010 restera toutefois la dernière année de cet événement.
En 2003, la Mairie d’Orléans organise aussi un événement festif, "Festival de Loire", orienté sur le patrimoine ligérien et en particulier la marine de Loire. Il est reconduit depuis tous les deux ans en septembre pour atteindre une vraie renommée nationale, voire européenne. Avec plus de 650 000 visiteurs en 5 jours, la 6e édition 2012 du Festival de Loire est en effet dorénavant reconnue comme le plus grand rendez-vous européen de la marine fluviale.

### La Loire à Vélo

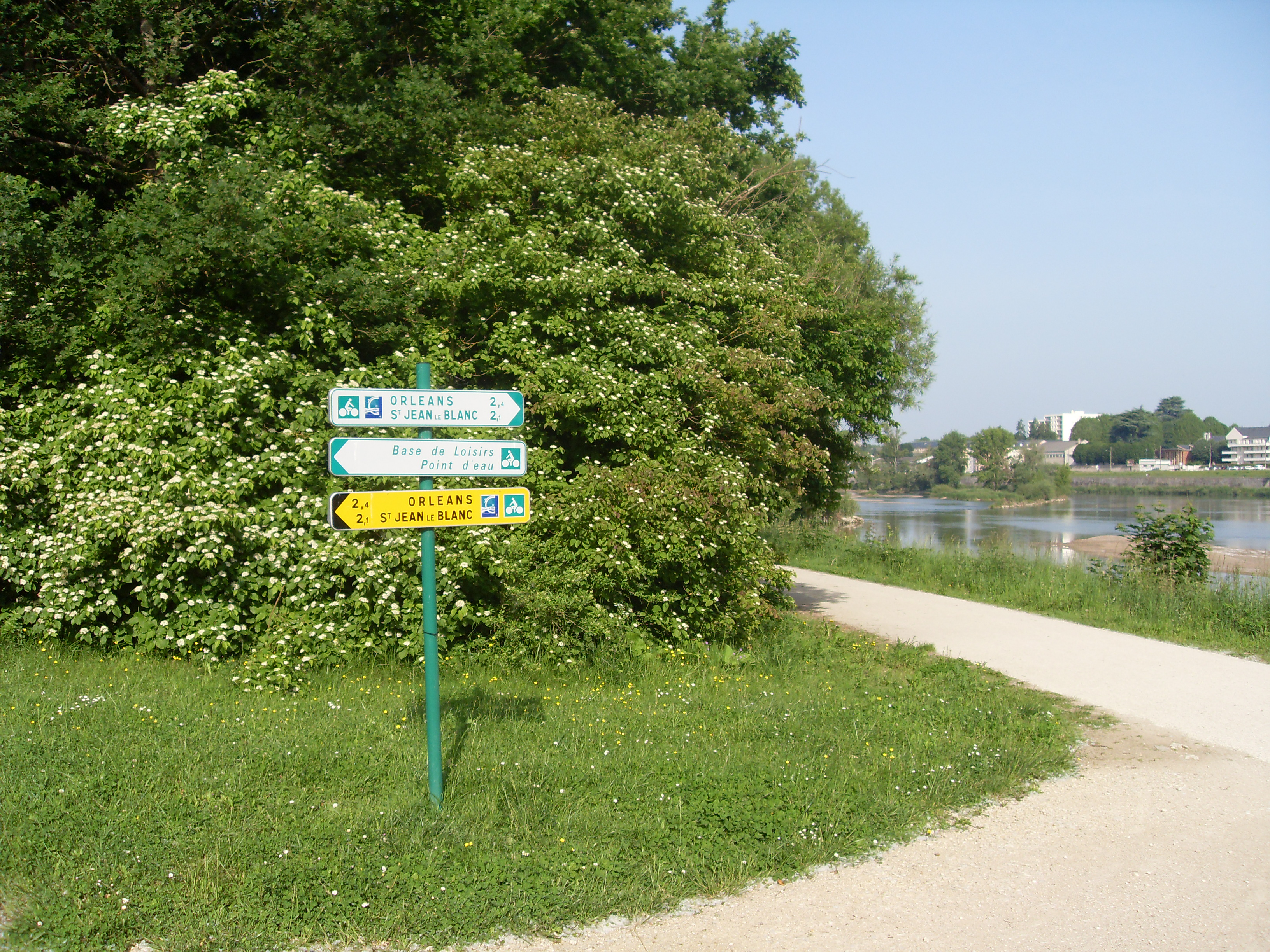
Panneau indiquant le parcours, base de loisirs de l'Île Charlemagne, Orléans.

Dans le domaine du tourisme, la décennie est marquée par l'étude et l'aménagement de La Loire à vélo, une véloroute de 800 km traversant les départements du Cher, du Loiret, de Loir-et-Cher, d'Indre-et-Loire, de Maine-et-Loire et de la Loire-Atlantique. Environ 200 km de l'itinéraire traversent le département. Deux tronçons d'une longueur totale de 135 km sont à la charge du département depuis 2001, le premier entre Beaulieu-sur-Loire et Sandillon, le second entre Mareau-aux-Prés et Tavers. Un troisième tronçon de 22 km est pris en charge par l'agglomération Orléans Val de Loire. En complément de l'itinéraire principal, 18 km d'itinéraire de liaison seront réalisés. Les études techniques se sont déroulées entre 2003 et 2009, la réalisation des travaux en 2010 et 2011. Les 7 millions d’euros travaux hors taxes nécessaire à la mise en place de l'itinéraire dans le Loiret sont financés à 40 % par le département et à 60 % par la région Centre,,.

## Sports
Le Loiret voit de nombreux sportifs de renom issus de son territoire ou de ses clubs. Les villes, clubs ou sportifs qui se sont illustrés au niveau national ou international au cours de la décennie 2000-2010 sont les suivants.

### Athlétisme
Salim Sdiri, licencié à l'USM Montargis, est assurément l'athlète loirétain le plus illustre de la décennie. Il établit un nouveau record de France du saut en longueur en salle (8,27 m en 2006) et bat le 12 juin 2009, lors de la réunion de Pierre-Bénite, le record de France du saut en longueur en extérieur avec un bond à 8,42 m. L'ancienne marque était détenue depuis 1998 par Kader Klouchi avec 8,30 m. IL établit ce record deux ans seulement après un accident grave lors du Golden Gala de Rome le 13 juillet 2007, où il avait reçu accidentellement dans le dos un javelot lancé par l'athlète finlandais Tero Pitkämäki. Son meilleur résultat sur le plan international est une médaille de bronze remportée lors des Championnats d'Europe en salle 2007.

### Basket-Ball
La décennie est marquée par la fulgurante ascension de l'Entente orléanaise. Le club devient champion de France de Nationale 2 en 1999. L'équipe connaît une nouvelle montée en 2002, en terminant deuxième de Nationale 1, et accède cette fois-ci à l'étage professionnel, la Pro B. Repêchée sur « tapis vert » lors de ses deux premiers exercices en Pro B (2002-2003 et 2003-2004), l'Entente termine à la porte des playoffs lors de sa troisième saison en 2004-2005, manquant la post-saison à la différence de points particulière. Cette saison marque également le départ de Philippe Pezet, le dernier joueur issu de la toute première équipe de l'Entente orléanaise.
Lors de la saison 2005-2006, avec le titre de Champion de France Pro B, l'accession en Pro A accompagne la qualification en finale de la Coupe de France face à Dijon, après avoir éliminé successivement Cholet et Hyères Toulon, deux clubs de Pro A. Pour la troisième année consécutive, l'EO termine avec la meilleure affluence de Pro B. Le club atteint en 2009 la finale du championnat de France Pro A.

### Cyclisme

#### Tour de France
Le Tour de France traverse deux fois le département au cours de la décennie : en 2001 où Orléans est ville-départ et en 2005 où Montargis est ville-départ. Orléans a été sept fois ville-départ (en 1964, 1966, 1974, 1985, 1987 et 2001) et trois fois ville-étape (dont un circuit contre-la-montre en 1974). Montargis a été trois fois ville-départ (en 1969, 1976 et 2010) et trois fois ville-étape (en 1969, 2005 et 2010).
Pierre Rolland, né à Gien en 1986, est le seul coureur du Tour né dans le Loiret. Il fait son premier Tour de France en 2009 dans l'équipe de la Bbox Bouygues Telecom et termine 21e du classement général.

#### Cyclisme sur piste
Florian Rousseau, né le 3 février 1974 à Orléans, obtient deux médailles d'or et une médaille d'argent aux jeux olympiques de Sydney en 2000 après la médaille d'or du kilomètre départ arrêté qu'il avait obtenue en 1996 à Atlanta. Il devient ainsi en 2000 Champion olympique du keirin et champion olympique de vitesse par équipes avec Laurent Gané et Arnaud Tournant et obtient la médaille d'argent de la vitesse individuelle. Il obtient également dans la décennie deux titres de champion du monde par équipe à Manchester en 2000 et à Anvers en 2001 avec ses équipiers Laurent Gané et Arnaud Tournant.
Le vélodrome de Saint-Denis-de-l'Hôtel, un des trois du département, sur lequel s'est entraîné Florian Rousseau, accueille en juin 2001 une manche de la Coupe des Nations Juniors et en juillet 2004 les Championnats de France Handisport.

#### Autres courses
Le Paris-Nice 2009 voit son départ donné non pas de Paris mais d'Amilly, dans le Loiret. Il s'agit d'ailleurs de la plus courte étape de la course : un contre-la-montre de 9,3 km, emporté par Alberto Contador, la course étant quant à elle gagnée par Luis León Sánchez.

### Football
Au début de la décennie, l'Union sportive Orléans Loiret football évolue en Division d'Honneur. En 2004, l'USO finit 2e de CFA 2 et accède en championnat de France amateur (CFA). Pour sa première saison (2004-2005) au 4e échelon du football français, le club termine 3e. Puis il est 6e en 2006-2007, 5e (2007-2008) et 4e (2008-2009) avant de terminer champion de CFA 2009-2010.

### Gymnastique
L'équipe masculine de la S.M. Orléans gym atteint son apogée au cours de la saison 2003/2004 en remportant le triplé historique des titres de champion de France Division National 1, de vainqueur de la coupe de France ainsi que de la coupe d'Europe des clubs. Plusieurs de ses licenciés se sont illustrés au plus haut niveau mondial.
Éric Poujade obtient la médaille d'argent au cheval d'arçons aux Jeux Olympiques de Sydney en 2000 et la médaille d'argent au cheval d'arçons sur le même agrès aux Championnats d'Europe de gymnastique artistique masculine de Brême en 2000.
Nikolai Kryukov obtient la médaille de bronze par équipes aux Jeux olympiques de Sydney en 2000, et une 6e place par équipes aux Jeux olympiques de Pékin en 2008. Il est également médaillé de bronze au cheval d'arçons aux Championnats du monde d'Anaheim en 2003 et médaillé d'argent par équipes aux Championnats du monde d'Aarhus en 2006. Enfin aux championnats d'Europe, il décroche quatre médailles : l'argent par équipes à Patras en 2002, le bronze au cheval d'arçons à Debrecen en 2005, l'argent aux barres parallèles à Amsterdam en 2007 et enfin l'or par équipes à Lausanne en 2008.
Dimitri Karbanenko est sélectionné deux fois pour les Jeux olympiques. Il termine 39e aux qualifications des Jeux d'Athènes en 2004 et 8e au concours par équipe à Pékin en 2008.
Pierre-Yves Bény est également sélectionné deux fois pour les Jeux olympiques et obtient la 5e place aux anneaux à Athènes en 2004 et la 8e place au concours par équipes de Londres en 2012.
Chez les féminines, Eva Serrano obtient en 2000 un titre de Championne d'Europe au cerceau, une seconde place au ruban et une participation aux Jeux olympiques de Sydney où elle prendra la quatrième place du concours général.

### Hand-Ball
Le CJF Fleury Loiret Handball, la section féminine de handball du cercle Jules Ferry Fleury-les-Aubrais, évolue en division 1 du Championnat de France de handball féminin. Ses meilleurs places sont 3e en 2004 et 2005 et 5e en 2006. De même elle se qualifie deux fois pour la Coupe Challenge (2004 et 2006), et une fois pour la Coupe EHF (2005).

### Judo
L’Union sportive Orléans Loiret judo est un club qui, dès sa création en 1978, s’est hissé au plus haut niveau international et s’y maintient depuis. Après les victoires de l’équipe masculine dans les années 1990, c’est le début d’une suprématie nationale et européenne pour l’équipe féminine lors de la décennie 2000-2010 avec la victoire de cinq coupes d’Europe (2000-2001-2005-2007-2008). Le club réalise en outre un doublé filles/garçons inédit en 2002 puis de nouveau en 2004. Cette notoriété internationale est récompensée par l’organisation de la Coupe d’Europe en 2007 à Orléans et le soutien populaire.
Sur le plan individuel, les Jeux olympiques de Sydney en 2000 voient la confirmation d’un talent : Céline Lebrun en + 78 kg qui décroche une médaille d’argent tandis que Stéphane Traineau en - 100 kg arrête la compétition internationale auréolé d’une belle médaille de bronze. Céline Lebrun termine ensuite 5e en -78 kg aux Jeux olympiques 2004 à Athènes et remplaçante dans cette même catégorie aux Jeux olympiques 2008 à Pékin.
Frédérique Jossinet obtient quant à elle la médaille d’argent aux Jeux olympiques de 2004 à Athènes et participe à quatre championnats du monde (argent à Osaka en 2003 et au Caire en 2005 et bronze à Rio en 2007 et à Rotterdam en 2009.
Anthony Rodriguez est 5e dans la catégorie des moins de 81 kg (poids mi-moyens) aux Championnats du monde 2005 au Caire (Égypte) et décroche la médaille d’argent dans cette même catégorie des moins de 81 kg aux Championnats du monde 2007 à Rio de Janeiro (Brésil), sous la houlette de son entraîneur, Olivier Depierre.
L'année 2009 est marquée par l'organisation de la coupe d'Europe féminine des clubs de judo au zénith d'Orléans le 17 octobre 2009. L'équipe du club termine 3e. Cette année voit aussi la confirmation d'un jeune prodige : Ugo Legrand, il conquiert le titre de champion du monde juniors après avoir été sacré champion de France et champion d'Europe.

### Rugby
Le Rugby club Orléans évolue au début de la décennie en Fédérale 1 mais est relégué en Fédérale 2 pour la saison 2004-2005. Le club remonte en Fédérale 1 lors de la saison 2006-2007.